# Neuropatia ottica ereditaria di Leber
La neuropatia ottica ereditaria di Leber (LHON) è una malattia ereditaria mitocondriale (trasmessa nella quasi totalità dei casi dalla madre alla prole) delle cellule gangliari retiniche (RGC) e dei loro assoni che porta a una perdita acuta o subacuta della visione centrale; questo colpisce prevalentemente i maschi adulti giovani. La LHON viene trasmessa attraverso la madre, poiché è dovuta principalmente a mutazioni nel genoma mitocondriale (non nucleare) e solo l'uovo contribuisce ai mitocondri all'embrione. La LHON è solitamente dovuta a una di tre mutazioni puntiformi patogene del DNA mitocondriale (mtDNA). Queste mutazioni sono nelle posizioni nucleotidiche 11778 G ad A, 3460 G ad A e 14484 T a C, rispettivamente nei geni della subunità ND4, ND1 e ND6 del complesso I della catena di fosforilazione ossidativa nei mitocondri.

## Segni e sintomi
Clinicamente, c'è un inizio acuto di perdita della vista, prima in un occhio e poi poche settimane o mesi dopo nell'altro. L'esordio è di solito la giovane età adulta, ma è riportata la fascia di età all'esordio tra 7 e 75 anni. L'età di insorgenza è leggermente più alta nelle femmine (range 19-55 anni: media 31,3 anni) rispetto ai maschi (range 15-53 anni: media 24,3). Il rapporto maschi / femmine varia tra le mutazioni: 3: 1 per 3460 G> A, 6: 1 per 11778 G> A e 8: 1 per 14484 T> C.
Si evolve tipicamente in un'atrofia ottica molto grave e una diminuzione permanente dell'acuità visiva. In 1/4 dei casi gli occhi vengono colpiti simultaneamente, degli altri il primo precede il secondo di 8 settimane in media. Raramente può essere colpito solo un occhio. Nella fase acuta, della durata di alcune settimane, l'occhio affetto mostra un aspetto edematoso dello strato di fibre nervose soprattutto nei fasci arcuati e nei vasi peripapillari ingrossati o teleangectasici e tortuosi (microangiopatia). Le caratteristiche principali si vedono all'esame del fondo oculare, subito prima o dopo l'inizio della perdita della vista. Un difetto pupillare può essere visibile anche nella fase acuta. L'esame rivela una diminuzione dell'acuità visiva, una perdita della visione dei colori e uno scotoma cecocentrale all'esame del campo visivo.

### LHON con lesioni demielinizzanti o LHON Plus
"LHON Plus" è un nome dato a una rara variante del disturbo con malattia dell'occhio insieme ad altre condizioni.
I sintomi di questa forma più elevata della malattia includono la perdita della capacità del cervello di controllare il movimento dei muscoli, tremori e aritmia cardiaca. Molti casi di LHON plus sono stati paragonabili alla sclerosi multipla a causa della mancanza di controllo muscolare e per la presenza di lesioni demielinizzanti nel SNC. È quindi un sottotipo di SM secondo la definizione di McDonalds.

## Genetica
La neuropatia ottica ereditaria di Leber è una condizione correlata ai cambiamenti nel DNA mitocondriale. Sebbene la maggior parte del DNA sia impacchettato in cromosomi all'interno del nucleo, i mitocondri hanno un genoma mitocondriale distinto composto da mtDNA.
Le mutazioni nei geni MT-ND1, MT-ND4, MT-ND4L e MT-ND6 causano la neuropatia ottica ereditaria di Leber. Questi geni codificano per la proteina NADH deidrogenasi coinvolta nella normale funzione mitocondriale della fosforilazione ossidativa. La fosforilazione ossidativa utilizza una serie di quattro grandi complessi multienzimatici, tutti incorporati nella membrana mitocondriale interna per convertire l'ossigeno e gli zuccheri semplici in energia. Le mutazioni in uno qualsiasi dei geni interrompono questo processo causando una varietà di sindromi a seconda del tipo di mutazione e di altri fattori. Non è chiaro come questi cambiamenti genetici causino la morte delle cellule del nervo ottico e portino alle caratteristiche specifiche della neuropatia ottica ereditaria di Leber.

## Fisiopatologia
La patologia oculare è limitata allo strato di cellule gangliari retiniche, in particolare al fascio maculopapillare. La degenerazione è evidente dai corpi delle cellule gangliari della retina alle vie assonali che portano ai nuclei genicolati laterali. Le prove sperimentali rivelano un trasporto alterato del glutammato e un aumento delle specie reattive dell'ossigeno (ROS) che causano l'apoptosi delle cellule gangliari della retina. Inoltre, gli esperimenti suggeriscono che le cellule gangliari retiniche normali non affette da LHON producono meno del potente radicale superossido rispetto ad altri neuroni normali del sistema nervoso centrale. Esperimenti vettore virale che aumentano superossido dismutasi 2 in LHON cibridi o modelli animali LHON o l'uso di esogeno glutatione nei cibridi LHON hanno dimostrato di soccorso LHON influenzato cellule gangliari della retina dalla morte per apoptosi. Questi esperimenti possono in parte spiegare la morte delle cellule gangliari della retina affette da LHON rispetto ad altri neuroni del sistema nervoso centrale che trasportano anche mitocondri affetti da LHON.

## Diagnosi
Senza una storia familiare nota di LHON, la diagnosi di solito richiede una valutazione neuro-oftalmologica e analisi del sangue per la valutazione del DNA mitocondriale. È importante escludere altre possibili cause di perdita della vista e importanti sindromi associate come anomalie del sistema di conduzione elettrica del cuore.

## Trattamento
La prognosi per le persone colpite non trattate è quasi sempre quella di una continua e significativa perdita della vista in entrambi gli occhi. Si consigliano controlli regolari dell'acuità visiva corretta e della perimetria per il follow-up degli individui affetti. È disponibile un trattamento benefico per alcuni casi di questa malattia, in particolare per la malattia ad esordio precoce. Inoltre, sono in corso protocolli sperimentali di trattamento. La consulenza genetica dovrebbe essere offerta. Le scelte di salute e stile di vita dovrebbero essere rivalutate in particolare alla luce delle teorie tossiche e nutrizionali sull'espressione genica. Gli ausili per la vista, l'assistenza e la riabilitazione lavorativa dovrebbero essere utilizzati per aiutare a mantenere l'occupazione.
Per coloro che sono portatori di una mutazione LHON, possono essere utilizzati marcatori preclinici per monitorare i progressi. Ad esempio, la fotografia del fondo oculare può monitorare il gonfiore dello strato di fibre nervose. La tomografia a coerenza ottica può essere utilizzata per uno studio più dettagliato dello spessore dello strato di fibre nervose retiniche. Il test della visione del colore rosso verde può rilevare perdite. La sensibilità al contrasto può essere ridotta. Potrebbe esserci un elettroretinogramma anormale o potenziali evocati visivi. I marker ematici dell'enolasi neurone-specifica e dei neurofilamenti assonali delle catene pesanti possono predire la conversione allo stato affetto.
Può anche essere somministrata la cianocobalamina (una forma di B12) per attenuare i sintomi.
In genere si consiglia di evitare sostanze tossiche per il nervo ottico, in particolare tabacco e alcol. Alcuni farmaci da prescrizione sono noti per essere un rischio potenziale, quindi tutti i farmaci devono essere trattati con sospetto e controllati prima dell'uso da parte di coloro a rischio. L'etambutolo, in particolare, è stato implicato nell'innesco della perdita della vista nei portatori di LHON. Infatti, le neuropatie ottiche tossiche e nutrizionali possono avere sovrapposizioni con la LHON nei sintomi, nei meccanismi mitocondriali della malattia e nella gestione. Da notare, quando un paziente che trasporta o soffre di neuropatia ottica tossica / nutrizionale o LHON soffre di una crisi ipertensiva come possibile complicazione del processo patologico, il nitroprussiato (nome commerciale: Nipride) non deve essere utilizzato a causa dell'aumentato rischio di ischemia del nervo ottico in risposta a questo antipertensivo in particolare.
L'idebenone ha dimostrato in un piccolo studio controllato con placebo di avere modesti benefici in circa la metà dei pazienti. Le persone che avevano più probabilità di rispondere meglio erano quelle trattate all'inizio.
L'α- tocotrienolo -chinone, un metabolita della vitamina E, ha avuto un certo successo in piccoli studi in aperto per invertire la perdita della vista ad esordio precoce.
Ci sono vari approcci terapeutici che hanno avuto prove iniziali o sono stati proposti tra cui brimonidina, minociclina, curcumina, glutatione, trattamento a luce infrarossa, e tecniche di terapia genica con vettori virali.
"Fecondazione in vitro fra tre persone" forse in futuro potrà prevenire la nascita di figli affetti da madri portatrici (è stato fatto con successo sui macachi), ma ci sono problematiche di tipo etico.

### Idebenone
L'idebenone è un benzochinone a catena corta che interagisce con la catena di trasporto degli elettroni mitocondriali per migliorare la respirazione cellulare. Quando utilizzato in individui con LHON, si ritiene che consenta agli elettroni di bypassare il complesso disfunzionale I. Il trattamento di successo con idebenone è stato inizialmente segnalato in un piccolo numero di pazienti.
Due studi su larga scala hanno dimostrato i benefici dell'idebenone. Il Rescue of Hereditary Optic Disease Outpatient Study (RHODOS) ha valutato gli effetti dell'idebenone in 85 pazienti con LHON che avevano perso la vista nei cinque anni precedenti. In questo studio, il gruppo che assume idebenone 900 mg al giorno per 24 settimane hanno mostrato un leggero miglioramento dell'acuità visiva rispetto al gruppo placebo, sebbene questa differenza non fosse statisticamente significativa. È importante sottolineare, tuttavia, che i pazienti che assumevano idebenone erano protetti da un'ulteriore perdita della vista, mentre il gruppo placebo ha avuto un costante calo dell'acuità visiva. Inoltre, le persone che assumevano idebenone hanno dimostrato la conservazione della visione dei colori e la persistenza degli effetti di idebenone 30 mesi dopo l'interruzione della terapia. Un'analisi retrospettiva di 103 pazienti con LHON da parte di Carelli et al. si basa su questi risultati. Questo studio ha evidenziato che 44 soggetti che sono stati trattati con idebenone entro un anno dall'insorgenza della perdita della vista hanno avuto esiti migliori e, inoltre, che questi miglioramenti con idebenone sono persistiti per anni.
L'idebenone, combinato con la prevenzione del fumo e la limitazione dell'assunzione di alcol, è il protocollo di trattamento standard preferito per i pazienti affetti da LHON. Le dosi di Idebenone sono prescritte per essere assunte durante la giornata, piuttosto che tutte in una volta. Ad esempio, per ottenere una dose di 900 mg al giorno, i pazienti ne prendono 300 mg tre volte al giorno durante i pasti. L'idebenone è liposolubile e può essere assunto con una quantità moderata di grassi alimentari in ogni pasto per favorirne l'assorbimento. Si raccomanda che i pazienti in trattamento con idebenone assumano anche vitamina C 500 mg al giorno per mantenere l'idebenone nella sua forma ridotta,  poiché è più attivo in questo stato.

### Terapia sostitutiva con estrogeni
Gli estrogeni hanno dimostrato di avere un ruolo protettivo nella patogenesi della LHON. Esperimenti che utilizzano cibridi LHON hanno dimostrato che il recettore degli estrogeni si localizza nei mitocondri dove media direttamente la biogenesi mitocondriale. Gli estrogeni sovraregolano l'enzima antiossidante superossido dismutasi 2 e la sintesi del DNA mitocondriale. Questi esperimenti hanno contribuito a spiegare il meccanismo alla base della minore penetranza della malattia tra le femmine portatrici. Sebbene siano stati teorizzati ulteriori fattori, il ruolo protettivo degli estrogeni sembra essere un contributo significativo.
Oltre all'evidenza sperimentale, i dati clinici indicano anche il ruolo protettivo degli estrogeni. La penetranza tra le femmine portatrici è sostanzialmente inferiore (tra 3 e 8 rapporti maschi / femmine a seconda della mutazione) mentre l'età media di esordio è significativamente più alta. Molteplici serie di casi di vari pedigree LHON hanno descritto donne portatrici che si convertono dopo la menopausa o la cessazione delle terapie ormonali sostitutive. Insieme, questi formano un paradigma mutevole per considerare gli stati di estrogeni ridotti, come la menopausa, come potenziali fattori scatenanti della perdita della vista simile al fumo o al consumo eccessivo di alcol.
La terapia ormonale sostitutiva (HRT) sta emergendo come un obiettivo terapeutico efficace per le donne portatrici di mutazioni. In un recente caso di studio in cui la donna affetta si è convertita in seguito alla cessazione della TOS, idebenone e TOS sono stati somministrati insieme. L'acuità visiva è migliorata molto più velocemente di quanto normalmente previsto. La vista del paziente è tornata a 20/40 e 20/60 da 20/60 e 20/200 rispettivamente negli occhi destro e sinistro dopo solo un mese ed è tornata normale entro 8 mesi rispetto al periodo di mesi o anni visto nella maggior parte dei casi. Sebbene l'equilibrio tra rischi e benefici della TOS rimane controverso, la decisione di iniziare la TOS richiede un approccio personalizzato basato sul contesto del paziente. Sebbene non sia applicabile a tutte le donne in post-menopausa, la TOS profilattica (e terapeutica) dovrebbe essere presa in considerazione in tutte le donne portatrici di una mutazione LHON nota, dato il rischio sostanziale di perdita della vista associato alla menopausa.

## Epidemiologia
Nelle popolazioni dell'Europa settentrionale circa una persona su 9000 è portatrice di una delle tre mutazioni primarie di LHON. In Europa c'è una prevalenza compresa tra 1: 30.000 e 1: 50.000.
La mutazione LHON ND4 G11778A domina come mutazione primaria nella maggior parte del mondo con il 70% dei casi dell'Europa settentrionale e il 90% dei casi asiatici. A causa di un effetto Founder, la mutazione LHON ND6 T14484C rappresenta l'86% dei casi di LHON in Quebec, Canada.
Più del 50% dei maschi con una mutazione e più dell'85% delle donne con una mutazione non hanno mai avuto perdita della vista o problemi medici correlati. Il particolare tipo di mutazione può predire la probabilità di penetranza, la gravità della malattia e la probabilità di recupero della vista negli interessati. Come regola generale, una donna che nutre una mutazione omoplasmatica primaria LHON ha un rischio di ~ 40% di avere un figlio affetto e un rischio di ~ 10% di avere una figlia affetta.
Ulteriori fattori possono determinare se una persona sviluppa i segni e i sintomi di questo disturbo. Possono essere coinvolti fattori ambientali come il fumo e l'uso di alcol, sebbene gli studi su questi fattori abbiano prodotto risultati contrastanti. I ricercatori stanno anche studiando se i cambiamenti in geni aggiuntivi, in particolare i geni sul cromosoma X, contribuiscono allo sviluppo di segni e sintomi. Il grado di eteroplasmia, la percentuale di mitocondri che hanno alleli mutanti, può avere un ruolo. Anche i modelli di alleli mitocondriali chiamati aplogruppo possono influenzare l'espressione delle mutazioni.

## Storia
Questa malattia fu descritta per la prima volta dall'oftalmologo tedesco Theodor Leber (1840-1917) nel 1871. In questo articolo Leber descrive quattro famiglie in cui un certo numero di giovani ha subito una brusca perdita della vista in entrambi gli occhi, simultaneamente o in sequenza. Inizialmente si pensava che questa malattia fosse legata all'X, ma successivamente è stato dimostrato che era mitocondriale. La natura della mutazione causale è stata identificata per la prima volta nel 1988 da Wallace et al. che ha scoperto la mutazione da guanina (G) ad adenosina (A) nella posizione nucleotidica 11778 in nove famiglie. Questa mutazione converte un'arginina altamente conservata in istidina al codone 340 nella subunità 4 della deidrogenasi NADH del complesso I della catena respiratoria mitocondriale. Le altre due mutazioni note per causare questa condizione sono state identificate nel 1991 (mutazione puntiforme da G ad A nella posizione 3460 del nucleotide) e 1992 (mutazione da timidina (T) a citosina (C) nel nucleotide 14484). Queste tre mutazioni rappresentano oltre il 95% dei casi: la mutazione 11778 rappresenta il 50-70% dei casi, la mutazione 14484 il 10-15% e la mutazione 3460 l'8-25%.

## Ricerca
Sono in corso studi clinici sull'uomo presso GenSight Biologics (ClinicalTrials.gov # NCT02064569) e l'Università di Miami (ClinicalTrials.gov # NCT02161380) per esaminare la sicurezza e l'efficacia della terapia genica mitocondriale in LHON. In questi studi, i partecipanti affetti da LHON con la mutazione G11778A avranno un virus che esprime la versione funzionale di ND4, il gene mutato in questa variante di LHON, iniettato in un occhio. Una finta iniezione verrà somministrata all'altro occhio per il confronto. Si ipotizza che l'introduzione del vettore virale possa essere in grado di salvare la funzione del gene mutante. I risultati preliminari hanno dimostrato la tollerabilità delle iniezioni in un piccolo numero di soggetti.
Stealth BioTherapeutics sta studiando il potenziale utilizzo di elamipretide (MTP-131), un agente protettivo mitocondriale, come terapia per la LHON. Elamipretide aiuta a stabilizzare la cardiolipina, un componente importante delle membrane interne mitocondriali e ha dimostrato di ridurre le specie reattive dell'ossigeno dannose nei modelli animali. Per il futuro sono previsti studi clinici su pazienti affetti da LHON.